# Naomi Kawase
Naomi Kawase (en japonés 河瀬 直美) Nara (Japón), 30 de mayo de 1969,  es una directora de cine y escritora. Su obra gira en torno a la vida íntima, la búsqueda de los orígenes y de la identidad. En 1997 fue la cineasta más joven premiada de la historia del Festival de Cannes cuando ganó el Premio Cámara de Oro por su película Moe no Suzaku.

## Biografía
Abandonada por sus padres creció con su tía abuela. Su familia adoptiva es protagonista de sus primeros trabajos. Se licenció en la Escuela de Fotografía de Osaka en 1989 donde trabajó posteriormente como docente durante 4 años.

En 1993 su cortometraje documental Abrazando el aire fue premiado en el Festival Image Fórum de Japón con Katatsumori le valió el Premio a la Excelencia en el programa Nuevas Tendencias en Asia. 
En 1996 se estrenó su mediometraje documental Sol de atardecer y un año después escribió y dirigió Suzaku, su primer largometraje de ficción. 
En el año 2000 Hotaru se estrenó en la sección competitiva del Festival de Locarno, donde obtuvo el Premio Fipresci y el Premio CICAE. En 2003 su tercer largometraje, Shara, fue seleccionado para la Sección Oficial de Cannes; en 2006 dirigió un documental sobre su propio embarazo y parto, Nacimiento y maternidad, y en 2007 compitió de nuevo en la Sección Oficial de la Semana con El bosque del luto.

## Obra

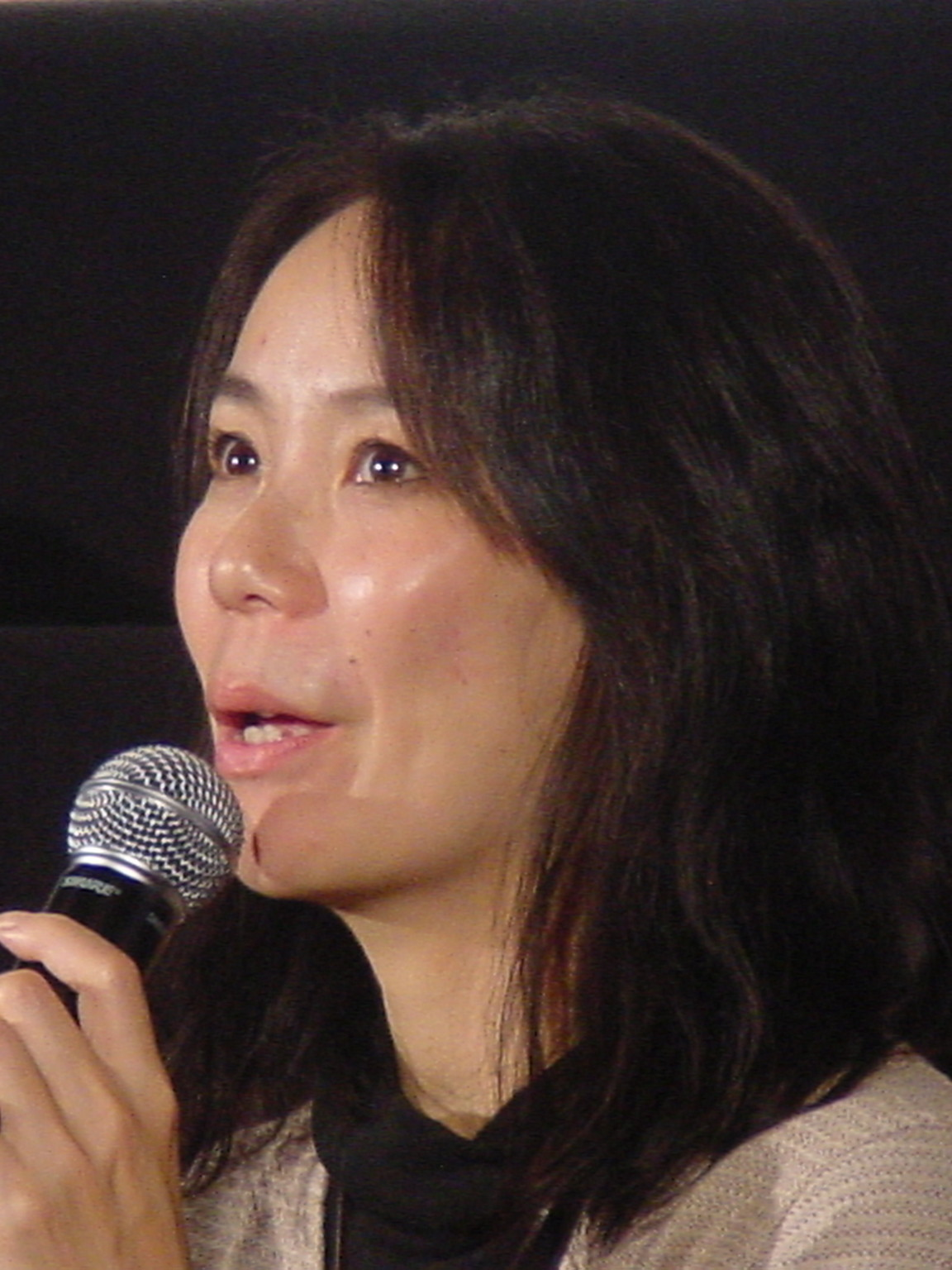
Naomi Kawase en el Festival Internacional de Cine de Tokio (2010)

Kawase proviene de la fotografía y retoma a menudo su método de trabajo. Sus producciones son mezcla de géneros (documental, diario, relato íntimo, video de artista, meditación, poética, autobiografía, ensayo). 
Su obra gira en torno a la vida íntima, la búsqueda de los orígenes y de la identidad con sus ausencias, sus ciclos y rituales.
Sus primeras películas son documentales partiendo de su propia vida, la búsqueda de su padre, que la abandonó de pequeña (En sus brazos), su tía abuela que la cuidó de pequeña (Katatsumori) y su embarazo y parto (Tarachime). 
En Tsuioku no dansu (La Danza de los recuerdos) a petición del fotógrafo y editor Nishii Kazuo enfermo de cáncer, filma sus últimos momentos.
En 2007 obtuvo el Gran Premio Especial del Jurado en el Festival de Cannes con una película sobre el dolor y el duelo considerada su obra maestra, Mogari no Mori (El bosque del luto).
En 2008 conoce a Isaki Lacuesta y a propuesta del Centro de Cultura Contemporánea de Barcelona entabló una relación epistolar de cartas filmadas que se presentó en 2009 en el Festival de Locarno titulada In between days.
En 2010 presentó el documental Genpin en el que reflexiona sobre el parto natural, el placer y la muerte con el que ganó el Premio de la FIPRESCI en el Festival Internacional de Cine de San Sebastián.
En 2015 su película Una pastelería en Tokio inauguró la sección Un certain regard del Festival de Cannes y fue presentada en el Festival Seminci de Valladolid.

## Vida personal
En octubre de 1997 se casó con el productor Takenori Sento. Se divorció en marzo de 2000.

## Filmografía (parcial)
Las fechas indicadas de las películas pueden variar según las fuentes (por ejemplo entre IMDb y JMDB); lo se que explica en parte por las especificidades del mercado del vídeo, a través del cual su trabajo se distribuye habitualmente. En caso de diferencia se utilizan las fechas que indica su página web oficial. 

### Largometrajes

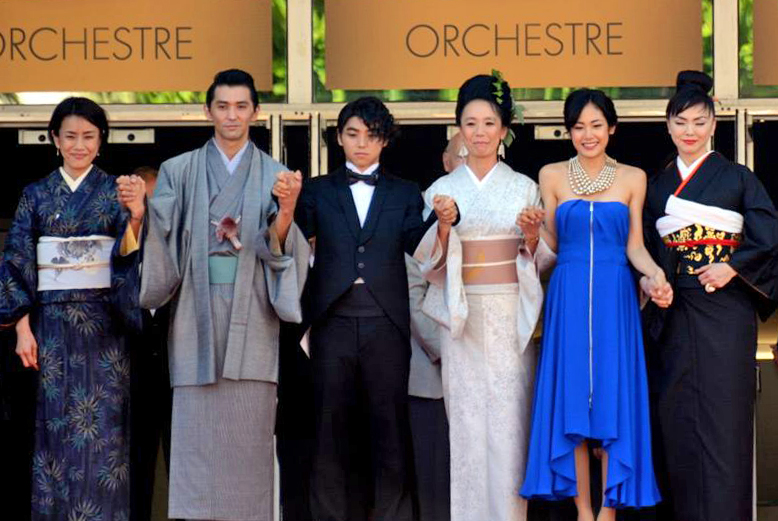
Naomi Kawase con el equipo de Dos Ventanas en Cannes (2014)

- 1996 : Suzaku (萌の朱雀, Moe no suzaku)
- 2000 : Luciérnaga (火垂, Hotaru)
- 2003 : Shara (沙羅双樹, Sharasojyu)
- 2007 : El bosque del duelo (殯の森, Mogari No Mori)
- 2008 : Nanayomachi (七夜待)
- 2011 : Hanezu, el espíritu de las montañas (朱花の月, Hanezu no tsuki)
- 2011 : 60 Seconds of Solitude in Year Zero (segmento de un minuto del film colectivo)
- 2014 : Aguas tranquilas|Still the Water (2つ目の窓, Futatsume no mado)
- 2015 : Una pastelería en Tokio (あん, An)
- 2017 : Hacia la luz (光 (ひかり), Hikari)
- 2020 : True Mothers (朝が来る, Asa ga kuru)

### Documentales
- 1992 : En sus brazos (につつまれて, Ni tsutsumarete)
- 1993 : White Moon (白い月, Shiori tsuki), mediometraje
- 1994 : Caracol (かたつもり, Katatsumori)
- 1995 : Mirad el cielo (天、見たけ, Ten, mitake), cortometrameje
- 1996 : This World (現しよ, Arawashi yo o Utsishiyo) corealizado con Hirokazu Kore-Eda
- 1998 : El bosque (杣人物語, Somaudo monogatari)
- 1999 : Kaleidoscopio (万華鏡, Mangekyo)
- 2001 : En el silencio del mundo (きゃからばあ, Kya ka ra ba a), mediometraje
- 2002 : La Danza de los recuerdos también llamada Carta de un cerezo en flor (追臆のダンス, Tsuioku no dansu)
- 2004 : Sombra (影-Shadow, Kage-Shadow)
- 2006 : Nacimiento y maternidad (垂乳根, Tarachime)
- 2010 : Genpin (玄牝) La mujer misteriosa

### Correspondencia filmada
- 2009 : In between days (con Isaki Lacuesta)

## Novelas
Kawase escrito dos novelas Suzaku y Hotaru que después ha transformado en películas.

## Premios y distinciones
Festival Internacional de Cine de Cannes
| Año  | Categoría                   | Película            | Resultado |
| ---- | --------------------------- | ------------------- | --------- |
| 1997 | Cámara de Oro               | Moe no suzaku       | Ganadora  |
| 2007 | Gran Premio del Jurado      | El bosque del duelo | Ganadora  |
| 2017 | Premio del Jurado Ecuménico | Hacia la luz        | Ganadora  |

- 1993 : Festival Image Forum de Japón por Abrazando el aire
- 1999 : Mención especial en el Festival Visions du Réel por Somaudo Monogatari
- 2000 : Premio Festival Internacional de Cine de Locarno por Hotaru
- 2010 : Premio de la FIPRESCI en el Festival Internacional de Cine de San Sebastián por Genpin